# Lost My Brain! (Once Again)
Lost My Brain! (Once Again) — дебютный сольный студийный альбом фронтмена групп Suicidal Tendencies и Infectious Grooves Майка Мьюира, выпущенный под псевдонимом «Cyco Miko» на лейбле Epic Records 16 января 1996 года.
В музыкальном плане этот альбом не имеет отношения к фанк-металу.

## Список композиций
1. «I Love Destruction» — 2:55
2. «All I Ever Get» — 4:15
3. «F.U.B.A.R.» — 2:50
4. «All Kinda Crazy» — 5:09
5. «Gonna Be Alright» — 4:32
6. «Save a Peace For Me» — 6:25
7. «Nothing to Lose» — 4:02
8. «Ain’t Gonna Get Me» — 3:27
9. «Lost My Brain Once Again» — 4:09
10. «It’s Always Something» — 3:38
11. «Cyco Miko Wants You» — 4:31
12. «Ain’t Mess’n Around» — 5:55

## Участники записи
- Майк Мьюир — вокал, автор всех песен
- Стив Джонс — гитара на треках 1-6, 9, 12
- Адам Сигель — гитара на треках 2-8, 10-11
- Дэйв Кушнер — гитара на треках 5-8, 10-11
- Дэйв Сильва — бас-гитара
- Greg Saenz — ударные